# 10-я танковая дивизия СС «Фрундсберг»

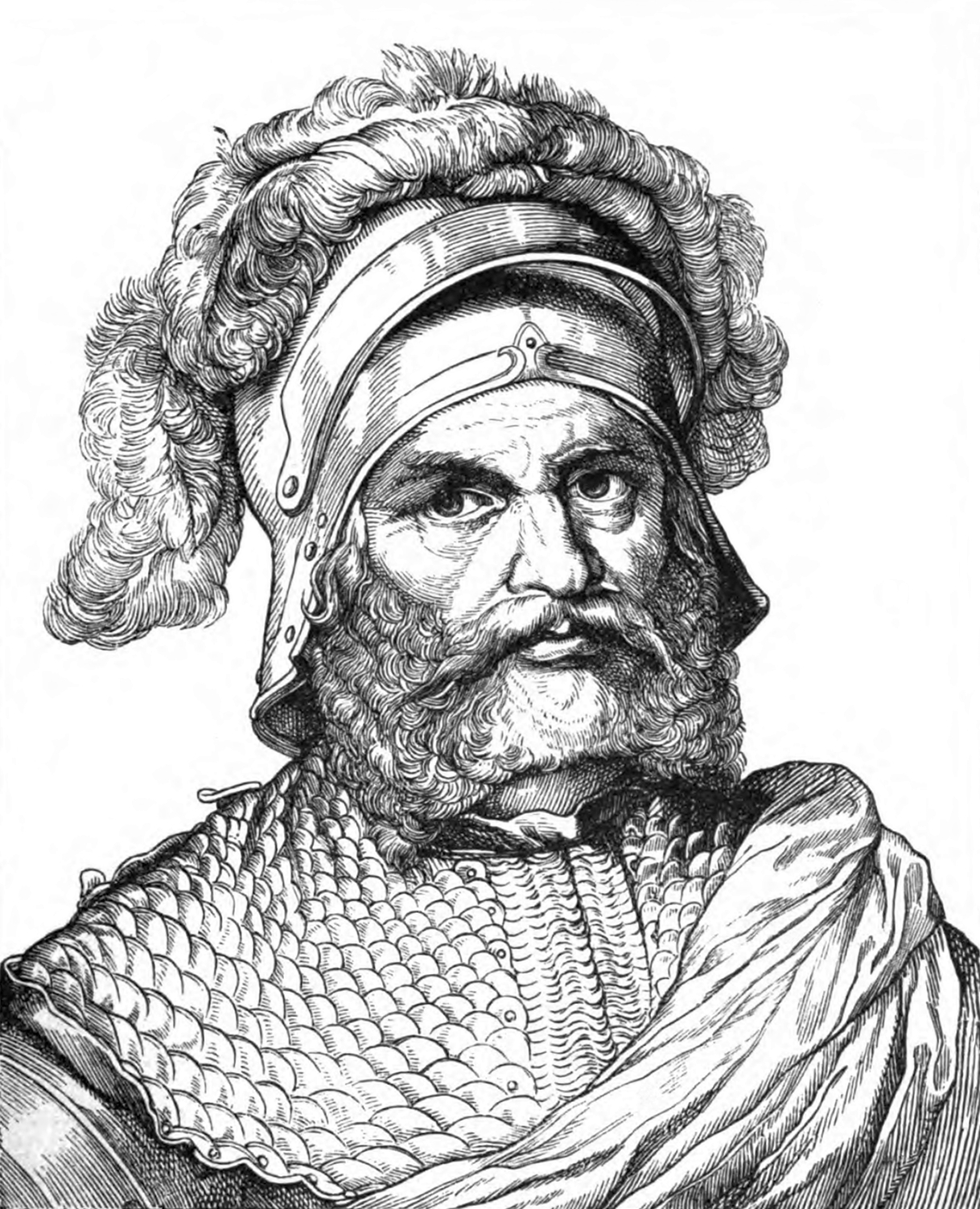
Георг фон Фрундсберг.

10-я танковая дивизия СС «Фрундсберг» (нем. 10. SS-Panzer-Division „Frundsberg“) — тактическое соединение войск СС нацистской Германии. Была сформирована 1 февраля 1943 года в южной Франции. При формировании получила наименование 10-я моторизованная дивизия СС. 3 октября 1943 года дивизия получила имя «Фрундсберг», в честь командующего ландскнехтами XVI века Георга фон Фрундсберга

## Формирование
10 декабря 1942 года Адольф Гитлер отдал приказ о формировании 10-й моторизованной дивизии СС. Формирование началось на территории Южной Франции, в Шаренте 1 февраля 1943 года. Ответственным за создание дивизии был назначен штандартенфюрер СС Михель Липперт. Укомплектована в основном призывниками, многие из которых были членами Имперской службы труда. 15 февраля 1943 года командиром дивизии стал группенфюрер СС Лотар Дебес. 15 марта 1943 года Адольф Гитлер присвоил 10-й дивизии СС наименование «Карл Великий». 3 октября дивизия реорганизована в танковую, с присвоением ей нового почётного наименования «Фрундсберг» в честь Георга фон Фрундсберга (1473—1528), лидера немецких ландскнехтов XVI столетия, который помог Карлу V, среди прочего, одержать победу в битве при Павии. Аналогично названиям других дивизий СС, например, 9-й танковой дивизии СС «Гогенштауфен» или 7-й добровольческой горнопехотной дивизии СС «Принц Евгений», имя Фрундсберг должно было напоминать о выдающихся событиях или личностях из немецкой истории. 15 ноября 1943 года командиром дивизии был назначен группенфюрер СС Карл фон Тройенфельд. По состоянию на 5 марта 1944 года дивизия насчитывала 18 465 человек личного состава — 483 офицера, 2 666 унтер-офицеров и 15 316 солдат.

## 1944 год
В январе 1944 года 10-я танковая дивизия СС «Фрундсберг» вместе с 9-й танковой дивизией СС «Гогенштауфен» вошла в состав 2-го танкового корпуса СС под командованием обергруппенфюрера СС Пауля Хауссера.
В конце марта 1944 года дивизия была отправлена на Восточный фронт. В конце марта дивизия была переброшена в район восточнее Тернополя. Здесь дивизия была использована для прорыва советского кольца вокруг Каменец-Подольского котла, в котором оказались части 1-й танковой армии.
В начале апреля дивизия продолжала действовать в районе Тернополя и реки Серет. При прорыве котла внешний ударный клин составили 9-я и 10-я танковые дивизии СС, а из глубины котла им навстречу рвались 1-я танковая дивизия СС и боевая группа СС «Рейх». После спасения окружённых войск дивизия «Фрундсберг» участвовала в обороне Тернополя. В середине апреля советские войска освободили Тернополь, и части дивизии отступили к Западному Бугу. В мае планировалось использовать 10-ю дивизию СС в наступлении у Ковеля. Однако после высадки союзников в Нормандии дивизия начала отбывать на Западный фронт.
25 июня 1944 года дивизия прибыла на фронт и заняла позиции между городами Кан и Виллер-Бокаж. К этому времени в её составе насчитывалось 13 500 человек. Через два дня части дивизии пошли в наступление, но были остановлены английской бронетанковой дивизией. До конца июня «Фрундсберг» сражалась с переменным успехом за реку Одон. В начале июля дивизия располагалась в районе Виллер-Бокаж, а в середине месяца сражалась под Каном.
В начале августа дивизия, понёсшая тяжёлые потери, сдерживала англичан у Вира. Под давлением превосходящих сил союзников она отступила и попала в Фалезский котёл. Во время боёв у Фалеза дивизия потеряла все свои танки, а при прорыве её численность сократилась до 3 500 человек.
После выхода из котла остатки дивизии с боями отошли к бельгийской границе и позднее были отправлены в Нидерланды в район Аахена. Она находилась там вместе с 9-й танковой дивизией СС «Гогенштауфен». Обе дивизии СС были приданы 1-й парашютной армии, которая должна была предотвратить форсирование Рейна союзными войсками. В районе Аахена из её остатков была создана боевая группа «Фрундсберг», имевшая в своём составе четыре усиленных пехотных батальона. Кроме этого, в состав группы было передано несколько единиц бронетехники из состава 9-й танковой дивизии СС и один пехотный батальон.
17 сентября союзники начали парашютно-десантную операцию «Маркет-Гарден» в Нидерландах, группа «Фрундсберг» начала развертываться в районе Арнем — Эльст — Неймеген. Состав группы был разбит командиром на более мелкие части, действовавшие в ходе операции отдельно друг от друга. К 27 сентября с союзным десантом было покончено. В октябре 1944 года группа вновь прибыла в район Аахена. После недолгого периода в Аахене, группа была отправлена в Германию, где она получила долгожданное пополнение. До конца 1944 года дивизия находилась в резерве и в боевых действиях не участвовала.

## 1945 год
В январе 1945 года дивизия участвовала в операции «Нордвинд». В ходе операции она действовала на рубеже реки Рейн. Особенно трудными были бои за лесной массив Хагенау. После этих боёв дивизия отошла к Рейну и в середине февраля была отправлена на Восточный фронт в Померанию.
10 февраля 1945 года части дивизии вступили в бой за Штеттин и его предместья. По состоянию на 25 марта 1945 года в дивизии числилось 15 067 человек, в том числе 369 офицеров, 2 670 унтер-офицеров и 12 028 солдат.
К концу марта дивизия была выведена с фронта в резерв ОКХ и расположена в районе северо-восточнее Гёрлица. В середине апреля она была переброшена в район Коттбус — Шпремберг. 19 апреля дивизия «Фрундсберг» была окружена в Шпремберге вместе с двумя армейскими дивизиями. 21 апреля окружённые части прорвались из Шпремберга и с боями отступили к Дрездену.
27 апреля командиром дивизии назначен оберштурмбаннфюрер СС Франц Рёстель. 8 мая 1945 года в штаб-квартире дивизии Рёстель сообщил офицерам о капитуляции Германии, после этого солдаты были освобождены от присяги, а подразделения распущены. Большая часть дивизии попала в советский плен в районе Тёплиц-Шёнау.

## Организация
- 10-й танковый полк СС (SS-Panzer-Regiment 10)
- 21-й моторизованный полк СС (SS-Panzergrenadier-Regiment 21)
- 22-й моторизованный полк СС (SS-Panzergrenadier-Regiment 22)
- 10-й артиллерийский полк СС (SS-Panzer-Artillerie-Regiment 10)
- 10-й дивизион штурмовых орудий СС (SS-Sturmgeschütz-Abteilung 10)
- 10-й противотанковый артиллерийский дивизион СС (SS-Panzerjäger-Abteilung 10)
- 10-й зенитный артиллерийский дивизион СС (SS-Flak-Abteilung 10)
- 10-й разведывательный батальон СС (SS-Panzer-Aufklärungs-Abteilung 10)
- 10-й сапёрный батальон СС (SS-Panzer-Pionier-Bataillon 10)
- 10-й батальон связи СС (SS-Panzer-Nachrichten-Abteilung 10)
- 10-й отряд снабжения СС (SS-Versorgungseinheiten 10)
- 10-й санитарный батальон СС (SS-Sanitäts-Abteilung 10)
- 10-е батальон материального обеспечения СС (SS-Nachschubtruppen 10)
- 10-й ремонтно-восстановительный батальон СС (SS-Instandsetzungs-Abteilung 10)
- 10-й батальон продовольственного обеспечения СС (SS-Wirtschafts-Bataillon 10)
- 10-й батальон административного управления СС (SS-Verwaltungstruppen-Abteilung 10)
- 10-й взвод военных корреспондентов СС (SS-Kriegsberichter-Zug (mot.) 10)
- 10-я рота полевой жандармерии СС (SS-Feldgendarmerie-Kompanie 10)
- 10-е почтовое отделение СС (SS-Feldpostamt (mot.) 10)
- 10-й полевой запасной батальон СС (SS-Feldersatz-Bataillon 10)

## Подчинение
- с января 1943 — на формировании в группе армий «D» (Южная Франция)
- с мая 1943 — на формировании в 1-й армии группы армий «D» (Южная Франция)
- с сентября 1943 — на формировании в группе армий «D» (Марсель)
- с ноября 1943 — в резерве 15-й армии группы армий «D» (Северная Франция)
- с декабря 1943 — в резерве группы армий «D» (Северная Франция)
- апрель 1944 — 2-й танковый корпус СС 1-й танковой армии группы армий «Северная Украина» (Тарнополь)
- с мая 1944 — в резерве группы армий «Северная Украина» (Лемберг)
- июль 1944 — 2-й танковый корпус СС танковой группы «Запад» группы армий «Б» (Нормандия)
- с августа 1944 — на переформировании в подчинении группы армий «Б» (Нидерланды)
- октябрь 1944 — 2-й танковый корпус СС 1-й парашютной армии группы армий «Б» (Арнем)
- ноябрь 1944 — 88-й армейский корпус 15-й армии группы армий «Б» (Дюрен)
- декабрь 1944 — в резерве 5-й танковой армии группы армий «Б» (Эйфель)
- январь 1945 — в резерве 15-й армии группы армий «Б» (Эйфель)
- февраль 1945 — 39-й армейский корпус 11-й армии группы армий «Висла» (Померания)
- март 1945 — в резерве 9-й армии группы армий «Висла» (Одер)
- апрель 1945 — в резерве группы армий «Центр» (Лаузитц)
- май 1945 — в резерве 4-й танковой армии группы армий «Центр» (Саксония)

## Командиры

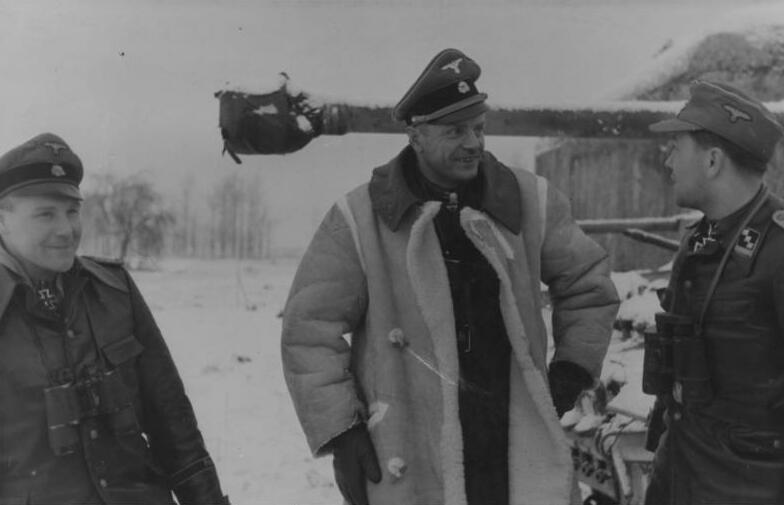
Слева направо: Отто Пэч, Хайнц Хармель, Карл-Хайнц Ойлинг, февраль 1945

- Штандартенфюрер СС Михель Липперт (13 января — 15 февраля 1943)
- Группенфюрер СС и генерал-лейтенант войск СС Лотар Дебес (15 февраля — 15 ноября 1943)
- Группенфюрер СС и генерал-лейтенант войск СС Карл фон Тройенфельд (15 ноября 1943 — 27 апреля 1944)
- Бригадефюрер СС и генерал-майор войск СС Хайнц Хармель (27 апреля 1944 — 27 апреля 1945)
- Оберштурмбаннфюрер СС Франц Рёстель (27 апреля — 8 мая 1945)

## Известные члены
- Герман Берендс (группенфюрер СС и генерал-лейтенант полиции, депутат Рейхстага, заместитель главы «Фольксдойче Миттельштелле», высший руководитель СС и полиции в Сербии, Санджаке и Черногории)
- Гюнтер Грасс (писатель и драматург, лауреат Нобелевской премии по литературе в 1999 году; в 1945 году служил наводчиком танка в дивизии)
- Свен-Эрик Олссон (единственный шведский доброволец, получивший Немецкий крест в золоте)
- Франц Ридель (танковый ас, обычно ему приписывают 40+ уничтоженных танков, но точное количество неизвестно)

## Награждённые Рыцарским крестом Железного креста

### Рыцарский крест Железного креста (13)
- Генрих Бастиан — 23 августа 1944 — гауптштурмфюрер СС, командир 2-го батальона 21-го моторизованного полка СС
- Карл Кек — 23 августа 1944 — гауптштурмфюрер СС, командир 15-й (сапёрной) роты 21-го моторизованного полка СС
- Отто Пэч — 23 августа 1944 — оберштурмбаннфюрер СС, командир 10-го танкового полка СС
- Ганс Рейтер — 23 августа 1944 — унтерштурмфюрер СС, командир штабной роты 21-го моторизованного полка СС
- Эрих Рех — 23 августа 1944 — обершарфюрер СС, командир взвода 2-й роты 10-го разведывательного батальона СС
- Карл Гейнц Ойлинг — 15 октября 1944 — гауптштурмфюрер СС, командир 1-го батальона 22-го моторизованного полка СС
- Лео Герман Рейнхольд — 16 октября 1944 — штурмбаннфюрер СС, командир 2-го батальона 10-го танкового полка СС
- Эрвин Бахман — 10 февраля 1945 — оберштурмфюрер резерва СС, адъютант 1-го батальона 10-го танкового полка СС
- Франц Ридель — 28 марта 1945 — оберштурмфюрер СС, командир 7-й роты 10-го танкового полка СС
- Эрнст Йохан Тетш — 28 марта 1945 — штурмбаннфюрер СС, командир 1-го батальона 10-го танкового полка СС
- Антон Франц Шерцер — 28 марта 1945 — оберштурмфюрер резерва СС, командир роты в 1-м батальоне 10-го танкового полка СС
- Франц Рёстель — 3 мая 1945 — оберштурмбаннфюрер резерва СС, командир 10-го противотанкового артиллерийского дивизиона СС (награждение не подтверждено)
- Фридрих Вильгельм Рихтель — 11 мая 1945 — штурмбаннфюрер СС, командир 3-го батальона 21-го моторизованного полка СС (награждение не подтверждено)

### Рыцарский крест Железного креста с Дубовыми листьями (1)
- Отто Пэч (№ 820) — 5 апреля 1945 — оберштурмбаннфюрер СС, командир 10-го танкового полка СС (посмертно)

### Рыцарский крест Железного креста с Дубовыми листьями и Мечами (1)
- Хайнц Хармель (№ 116) — 15 декабря 1944 — оберфюрер СС, командир 10-й танковой дивизии СС «Фрундсберг»